# Буянов, Михаил Кондратьевич
Михаил Кондратьевич Буянов (1924—1944) — сержант Рабоче-крестьянской Красной Армии, участник Великой Отечественной войны, Герой Советского Союза (1945).

## Биография
Михаил Буянов родился 28 ноября 1924 года в селе Жеденовка (ныне — Хомутовского района Курской области) в семье крестьянина. Окончил семь классов школы, после чего работал в колхозе. В начале Великой Отечественной войны оказался в оккупации. В конце января 1942 года, когда в посёлке Берёзовое Хомутовского района был создан партизанский отряд имени Ворошилова, Буянов вступил в него и участвовал в боях с немецкими войсками. В сентябре 1943 года был призван на службу в Рабоче-крестьянскую Красную Армию. С декабря того же года — на фронтах Великой Отечественной войны. К июню 1944 года сержант Михаил Буянов командовал стрелковым отделением 609-го стрелкового полка 139-й стрелковой дивизии 50-й армии 2-го Белорусского фронта. Отличился во время освобождения Могилёва.
28 июня 1944 года Буянов первым в своём полку переправился через Днепр в районе Могилёва, прорвался в траншею противника и уничтожил преграждавший его подразделений путь пулемётный расчёт. Во время боёв в Могилёве отделение Буянова совместно с другими подразделениями уничтожило 80 и взяло в плен 123 вражеских солдата и офицера. В бою Буянов заменил выбывшего из строя командира стрелкового взвода. В июле 1944 года Буянов погиб в бою. Похоронен в Могилёве в братской могиле на улице Лазаренко (ныне называется военное кладбище, бел. Вайсковыя могілкі).

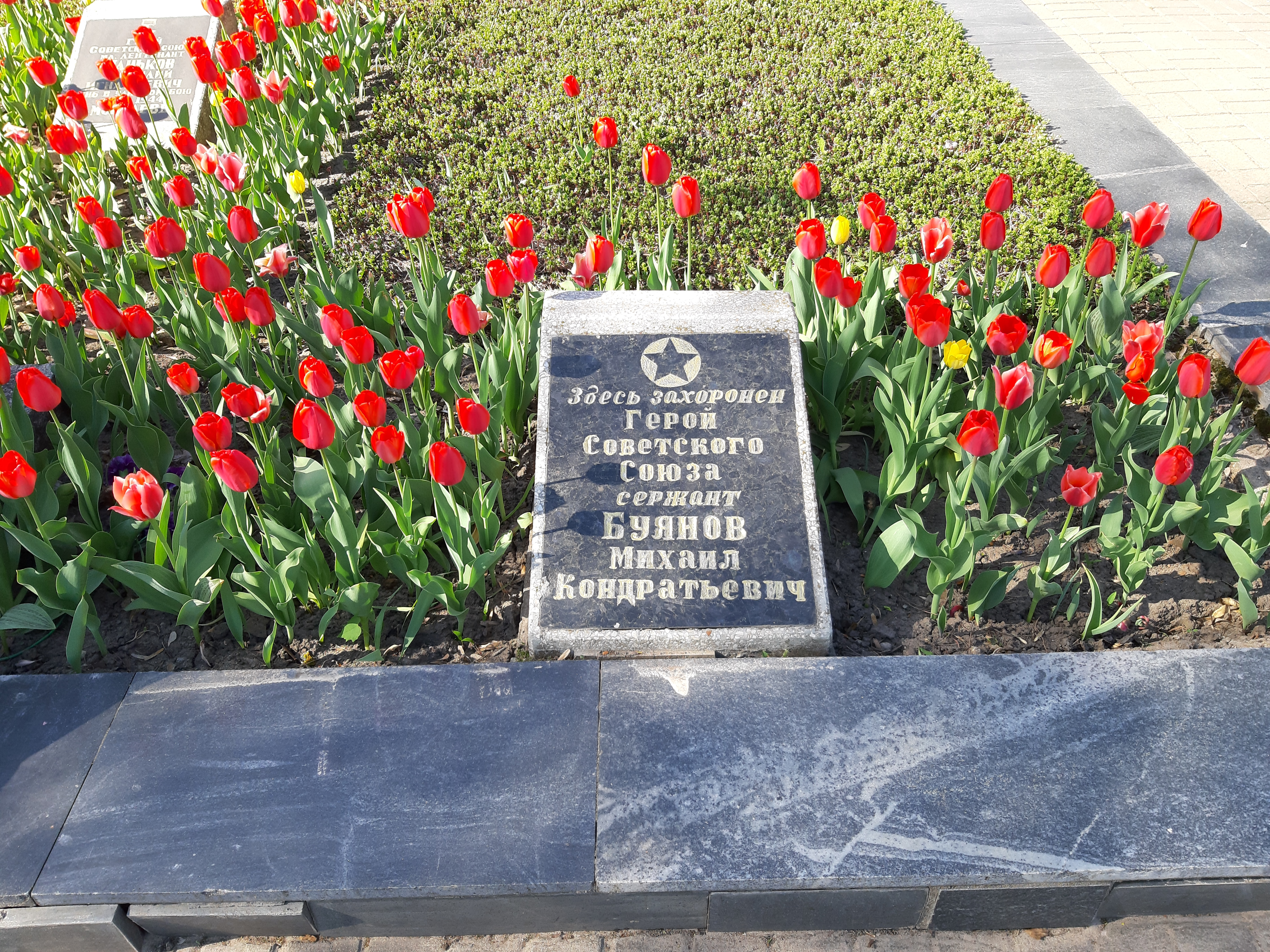
Могила Буянова на военном кладбище Могилёва

Указом Президиума Верховного Совета СССР от 24 марта 1945 года за «образцовое выполнение боевых заданий командования на фронте борьбы с немецкими захватчиками и проявленные при этом мужество и героизм» сержант Михаил Буянов посмертно был удостоен высокого звания Героя Советского Союза. Также был награждён орденом Ленина. В честь Буянова назван переулок в Могилёве.